# Gare de Cubzac-les-Ponts
Gare de Cubzac-les-Ponts – przystanek kolejowy w miejscowości Cubzac-les-Ponts, w departamencie Żyronda, w regionie Nowa Akwitania, we Francji. Jest zarządzany przez SNCF i obsługiwany przez pociągi TER Nouvelle-Aquitaine. 

## Położenie
Znajduje się na linii Chartres – Bordeaux, na km 593,293 między stacjami Saint-André-de-Cubzac i La Grave-d'Ambarès, na wysokości 28 m n.p.m.

## Linie kolejowe
- Linia Chartres – Bordeaux